# اسامه حسنی
اسامه حسنی (انگلیسی: Osama Hosny؛ زادهٔ ۱۸ ژوئن ۱۹۸۲) یک ورزشکار اهل مصر است.
از باشگاه‌هایی که در آن بازی کرده‌است می‌توان به باشگاه ورزشی الاهلی مصر و تیم ملی فوتبال مصر اشاره کرد.
وی همچنین در تیم ملی فوتبال مصر بازی کرده است.